# Brattert
Brattert (en luxemburguès i alemany: Brattert) és una vila de la comuna de Wahl situada al districte de Diekirch del cantó de Redange. Està a uns 32 km de distància de la ciutat de Luxemburg.